# Cờ cá ngựa
Cờ cá ngựa hay còn gọi là Cờ đua ngựa là một trò chơi giải trí với bàn cờ. Trò chơi này bắt nguồn từ trò Pachisi của Ấn Độ, du nhập sang Mỹ trở thành Parcheesi và phiên bản giản thể  Ludo. Người Pháp gọi là petits chevaux (ngựa nhỏ), cuối cùng du nhập sang Việt Nam và được gọi là Cờ cá ngựa. Trò chơi này có thể từ hai đến bốn người chơi, diễn ra trên một bàn cờ hình vuông.

## Giới thiệu bộ cờ
Một bộ cờ cá ngựa bao gồm:

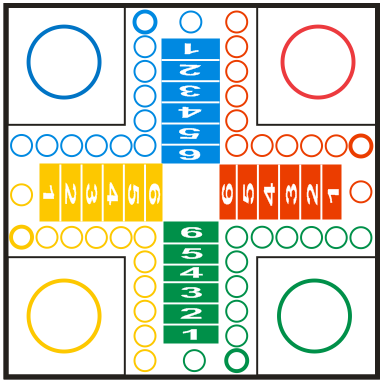
Bàn chơi cờ cá ngựa

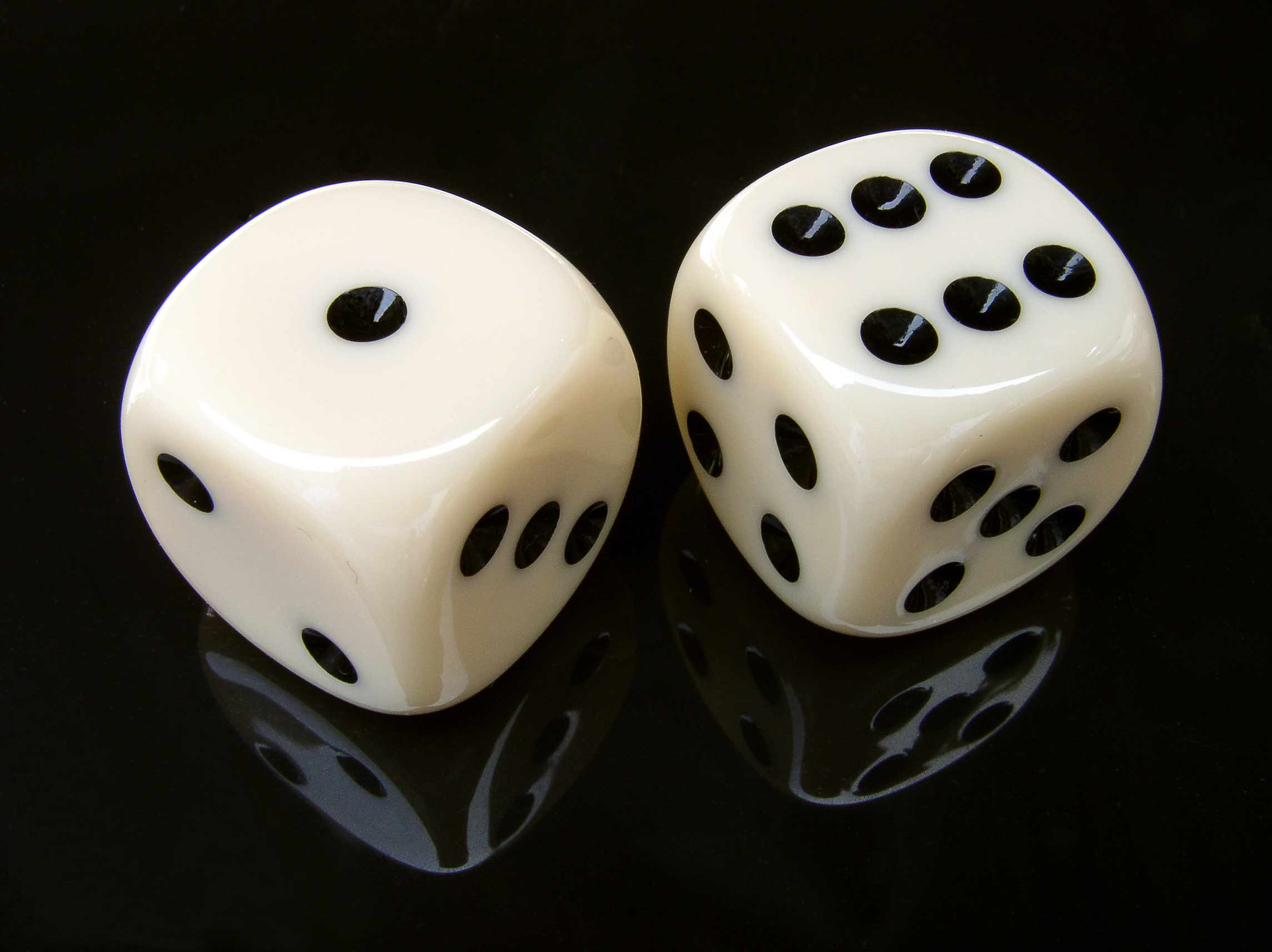
Xúc xắc

- 1 bàn cờ hình vuông chia làm bốn phần mỗi phần một màu (xanh dương, vàng, đỏ và xanh lá).
- 4 viên xúc xắc.
- 16 quân cờ chia ra 4 màu giống như màu của bàn cờ, mỗi màu bốn quân. Vì gọi là Cờ cá ngựa nên các quân cờ đều làm hình con ngựa giống như quân mã trong cờ vua.
- 4 cốc lắc xúc xắc (nếu có).

## Nguyên tắc chơi
Là di chuyển quân cờ của mình đủ 1 vòng ngược chiều kim đồng hồ quanh bàn cờ để về đến đích. Khả năng di chuyển nhanh hay chậm đều phụ thuộc vào lượt tung xúc xắc của mình. Người nào có đủ bốn quân cờ về đến đích đầu tiên và đã xếp đúng vào các ô số 6, 5, 4 và 3 trong chuồng là người thắng cuộc. Những người còn lại có thể chơi tiếp để tranh vị trí số 2 và số 3. Người về đích cuối cùng coi như thua cuộc.

## Cách chơi
Mỗi người sẽ có số quân cờ cùng màu bằng với đối phương (mỗi bên có thể có từ 1 đến 4 quân cờ; áp dụng cả trường hợp người chơi không đủ bốn người) và chọn phần ô vuông cùng màu với quân cờ của mình làm nơi bắt đầu đi. Tất cả thống nhất để chọn ra một người gieo xúc xắc trước, người tiếp theo là người ngồi ngay cạnh người đó (có thể bên trái hoặc phải nhưng thứ tự này cố định suốt cuộc chơi).
- Tung xúc xắc: đến lượt ai thì người đó tung. Xúc xắc được tung vào một cái khay hoặc cái chén (bát) có độ nảy hoặc lắc xúc xắc trong cốc đi kèm. Tuy nhiên, không được làm rơi xúc xắc ra ngoài vật đựng đó, nếu ra ngoài, lập tức mất lượt và kết quả việc gieo xúc xắc không được công nhận (người chơi thường gọi việc này là "thúi"). Ai tung được kết quả là "nhất" (một) hoặc "lục" (sáu) khi chơi 1 xúc xắc; "nhất" (một) và "lục" (sáu), cặp nhất (một), cặp nhị (hai), cặp tam (ba), cặp tứ (bốn), cặp ngũ (năm), cặp lục (sáu) khi chơi 2 xúc xắc thì được đi thêm lượt nữa cho đến khi ngoài kết quả trên.
- Ra quân: là quyền đưa ra một quân cờ để tham gia di chuyển trên bàn cờ. Để có được quyền này thì kết quả của việc tung xúc xắc phải là 1 trong các kết quả có thể đi tiếp ở trên mới được ra một quân và quân này phải đứng ngay vị trí bắt đầu.
- Di chuyển: một khi trên bàn cờ đã có ít nhất một quân cờ của mình được tham gia di chuyển thì ta có thể căn cứ vào kết quả của việc tung xúc xắc để di chuyển nó. Kết quả bao nhiêu thì đó là số bước phải di chuyển (không di chuyển nhiều hay ít hơn kết quả). Trong khi di chuyển có một số tình huống xảy ra:
- Bị cản: một quân cờ bị cản tức là có một quân cờ khác (của mình hoặc của đối phương) đứng trước nó mà khoảng cách bước đi giữa hai quân nhỏ hơn kết quả việc tung xúc xắc của mình. Trường hợp này không được vượt qua mặt quân cờ đứng trước hoặc di chuyển ngược lại mà phải chọn quân khác để đi. Nếu không có quân nào có thể di chuyển hợp lệ thì xem như mất lượt (bị tịt).
- Đá: tức là làm cho quân cờ đối phương (đứng trước quân cờ mình) bị mất quyền tham gia di chuyển trên bàn cờ. Chỉ xảy ra khi khoảng cách giữa hai quân đúng bằng kết quả lượt tung xúc xắc của mình, khi ấy, quân mình đến thế chỗ cho quân đối phương (không áp dụng để đá quân cờ của mình). Người chơi có thể đá hoặc đi quân khác nếu có thể. Trường hợp quân mình đứng ngay sát quân đối phương gọi là sát nút.
- Về cửa chuồng: Khi quân cờ của mình di chuyển được một vòng (chỉ một vòng mà thôi) quanh bàn cờ thì về đến cửa chuồng của mình. Về đến cửa chuồng vẫn có thể bị đối phương đá. Chỉ khi lên chuồng thì mới có thể loại trừ được điều này.
- Vào chuồng: Khi quân của mình đang đứng trước cửa chuồng (không nhất thiết vào từ cửa khi chơi 2 xúc xắc) và đang trên lượt đi của mình, người chơi có thể chọn lựa:
- Vào chuồng theo kết quả của việc tung xúc xắc. Lúc này, ta phải xếp quân tiến từng ô một kế tiếp ô ta đã đưa quân vào (ví dụ: vào ô số 2 nếu kết quả tung là "hai", sau đó phải tiến đến ô số 3 rồi đến số 4, 5, 6) mà không quên di chuyển các quân còn lại để tiếp tục về chuồng. Trường hợp mình tung số thấp hơn vị trí mình đứng ở chuồng thì không được đi quân có vị trí đó.
- Thầu mạ (tùy giao kèo): người nào đưa quân của mình lên thẳng ô thứ 6 trong chuồng đầu tiên được gọi là thầu mạ, phần thưởng tùy theo giao kèo sẽ được nhân đôi hoặc nhân ba.
- Sập hầm (tùy giao kèo): bất kỳ quân nào khi về đến chuồng mà lọt vào ô thứ 1 thì bị gọi là sập hầm, phải chung phạt cho cả làng.
- Bỏ qua đi quân cờ khác. Việc bỏ qua để đi quân cờ khác là việc mạo hiểm nhưng nó là một chiến thuật, bởi vì chờ đến khi lượt tung xúc xắc của mình có kết quả cao ví dụ như "sáu" chẳng hạn, ta được quyền đi thẳng đến ô số 6 trong chuồng để thầu mạ.
- Phân thắng bại: Ai có đủ bốn quân cờ đã vào chuồng và xếp vào đúng bốn ô đầu là 6, 5, 4 và 3 đầu tiên là người chiến thắng. Nếu cuộc đấu có 3 hoặc 4 người chơi thì những người còn lại có thể tiếp tục tham gia để phân định hạng nhì, hạng ba.